# 폐불
폐불(廢佛) 또는 파불(破佛)은 중국에서 있었던 불교 탄압을 말한다. 일반적으로 말하자면 사원 · 불당 · 불상 · 경서를 파괴하고 승려와 니승(尼僧)을 환속시키며 그들이 소유하고 있는 장원(莊園)과 노비를 국가가 몰수하는 것을 말한다.

## 같이 보기
- 억불 정책